# Kluczyńscy herbu Jasieńczyk

herb Jasieńczyk

Kluczyńscy – polski ród szlachecki pieczętujący się herbem Jasieńczyk, który wziął swoje nazwisko od Kluczy koło Buska (obecnie w powiecie olkuskim).
Jego przedstawiciele przenieśli się z czasem do Wielkiego Księstwa Litewskiego, gdzie należeli do średniozamożnej szlachty. Wincenty Kluczyński został arcybiskupem mohylewskim.
Po rozbiorach Rzeczypospolitej Kluczyńscy wylegitymowali się ze staropolskiego szlachectwa w guberni kowieńskiej Cesarstwa Rosyjskiego. Byli to Józef Kluczyński, syn Jakuba, w 1812 roku oraz nieznani z imion Kluczyńscy w 1850 roku.
Jan, Józef i Marcin Kluczyńscy, synowie Antoniego i Marianny Sroczyńskiej, wnukowie Andrzeja i Marianny Tarczyńskiej, wylegitymowali się w Galicji, w 1782 roku, jednakże bez wskazania herbu.

## Członkowie rodu
- Wincenty Kluczyński (1847-1917) - ksiądz katolicki, arcybiskup mohylewski
- Wacław Kluczyński - pułkownik wojska polskiego